# Льюис, Артур
Сэр Уильям Артур Льюис (англ. W. (William) Arthur Lewis; 23 января 1915, Кастри, Сент-Люсия, Британская Вест-Индия — 15 июня 1991, Бриджтаун, Барбадос) — английский экономист афрокарибского происхождения, профессор экономики Принстонского университета, лауреат премии по экономике памяти Альфреда Нобеля 1979 года «за новаторские исследования экономического развития в приложении к проблемам развивающихся стран».

## Биография
Льюис родился в Сент-Люсии (Вест-Индия) 23 января 1915 года в семье школьных учителей иммигранта из Антигуа Джорджа Фердинанда и Иды Луизы (урождённой Бартон) Льюис.
Получил в Сент-Люсии среднее образование, окончив колледж св. Марии в 1929 году в возрасте 14 лет, после чего некоторое время работал клерком.
В 1934 году поступил в Лондонскую школу экономики (ЛШЭ), где получил в 1937 году степень бакалавра в области коммерции и диплом с отличием, степень доктора получил там же в 1940 году.
Преподавательскую деятельность начал в ЛШЭ (1938—1948), продолжил в Манчестерском университете в должности профессора (1948—1957).
В 1958 году Льюис занял пост директора Университетского Колледжа Вест-Индии, а в 1962 году после его преобразования в Университет Вест-Индии стал его первым почётным вице-президентом.
С 1963 года назначен профессором в Школе государственных и международных проблем имени Вудро Вильсона при Принстонском университете, а с 1968 года профессором кафедры политической экономии Принстонского университета.
Его первая книга Labour in the West Indies: The Birth of a Worker's Movement, опубликованная Фабианским обществом в 1939 году по горячим следам анализировала рабочие выступления в Британской Вест-Индии (1934—1939). В годы Второй мировой войны работал в Комиссии по вопросам заработной платы и в Министерстве по делам колоний.
В 1951—1973 годах входит в группу экспертов ООН по развивающимся странам, экономический советник правительств Золотого Берега в 1953 году и Западной Нигерии в 1955 году, а после получения Ганой независимости был назначен экономическим советником правительства Кваме Нкрумы и участвовал в составлении (1957—1958) первого пятилетнего плана.
В 1970—1973 годах был президентом Карибского банка развития.

### Семья
В 1938 году Льюис женился на Глэдис Джейкобс с острова Гренада, ставшей впоследствии скульптором, у них родились две дочери.

## Основной вклад в науку
Льюис является автором модели Льюиса, в которой городской промышленной отрасли доступна рабочая сила по фиксированной цене, равной прожиточному минимуму, обеспеченная на ранних стадиях развития безработицей в сельском хозяйстве, где создаётся практически неограниченный приток рабочей силы, необходимой для развития индустрии. На более поздних этапах развития двухсекторных экономик, когда избыточное предложение труда оказывается исчерпано, дополнительную рабочую силу из сельского хозяйства привлечёт только увеличение заработной платы.

## Награды
В 1963 году правительство Великобритании присвоило Льюису рыцарское звание.
Льюис был почётным доктором двадцати университетов Америки, Европы и Африки, включая Колумбийский, Гарвардский и Йельский, а также университетов Вест-Индии, Манчестера, Уэльса, Бристоля, Лагоса и Торонтоа.
Он был почётным членом Лондонской школы экономики.
В 1966—1973 годах — почётный президент Университета Ганы.
В 1969 году он стал почётным членом Вейцмановского института (Израиль).
В 1983 году назначен президентом Американской экономической ассоциации.
Был членом-корреспондентом Британской академии наук.
Занимал посты члена совета Королевского экономического общества (Великобритания), президента Экономического общества Ганы и члена Экономического консультативного комитета Национальной ассоциации поддержки цветного населения США.

### Нобелевская премия
Артур Льюис в 1979 году вместе с Теодором Шульцем был удостоен Нобелевской премии по экономике «за новаторские исследования экономического развития, в особенности применительно к проблемам развивающихся стран».

## Память
Портрет Артура Льюиса помещён на оборотной стороне купюры в 100 восточнокарибских долларов.

## Сочинения
- Льюис У. А. Машина экономического роста замедляет ход = The Slowing Down of the Engine of Growth (1979) // Мировая экономическая мысль сквозь призму веков. — М.: Мысль, 2004. Т. V. Кн. 1.
- Lewis W. A. Labour in the West Indies. — London, 1939.
- Lewis W. A. Economic Problems of Today. — London, 1940.
- Lewis W. A. An Economic Plan for Jamaica // Agenda, 3(4), 1944. — Pр. 154—163.
- Lewis W. A. Monopoly in British Industry. — London, 1945.
- Lewis W. A. Economic Survey, 1919—1939. — London, 1949.
- Lewis W. A. The Principles of Economic Planning, 1949.
- Lewis W. A. The Industrial Development of the Caribbean. Kent House, Port of Spain, 1951.
- Lewis W. A. Economic Development with Unlimited Supplies of Labour // The Manchester School, 1954.
- Lewis W. A. The Theory of economic Growth. — London: Allen & Unwin, 1955.
- Lewis W. A. Reflections on unlimited labour, Princeton, DP 55, October 1968.
- Lewis W. A. The Evolution of the International Economic Order. — Princeton: Princeton University Press, 1977.
- Lewis W. A. Growth and Fluctuations, 1870—1913. — London: Allen & Unwin, 1978.
- Lewis W. A. The Dual Economy Revisited // The Manchester School of Economics and Social Studies. 1979. No. 47, pp. 211—229.